# Muş
Muş er en tyrkisk by beliggende i det østlige Tyrkiet. Byen udgør desuden centrum i provinsen Muş.
Der er ca. 70.509 (pr. 2007) indbyggere i byen og 405.509 indbyggere i hele provinsen (pr. 2008). Provinsen er delt op i 5 subprovinser, med i alt 364 tilhørende landsbyer og 28 bydistrikter. Provinsen omfatter et areal på 8.196 km².

## Demografi
Provinsen er domineret af etniske kurdere og zazaer. Den største del af indbyggerne er sunni-muslimer, men et mindretal af alevitter findes i subprovinsen Varto. Alevitterne udgør omkring 50% af befolkningen i subprovinsen Varto og udgør 9% af hele Muş-provinsen (pr. 1965).
For neden kan ses en tabel over Muş's befolkningsudvikling siden 1838.
| År   | Indbyggere |
| 1838 | 8.000      |
| 1898 | 37.000     |
| 1914 | 20.000     |
| 1927 | 4.277      |
| 1935 | 4.912      |
| 1940 | 5.681      |
| 1945 | 5.040      |
| 1950 | 7.050      |
| 1955 | 10.888     |
| 1960 | 11.965     |
| 1965 | 15.687     |
| 1970 | 23.511     |
| 1990 | 44.019     |
| 2000 | 67.927     |
| 2007 | 70.509     |